# ایندیانولا (شهرستان هامبولت، کالیفرنیا)
ایندیانولا (به انگلیسی: Indianola) یک منطقهٔ مسکونی در ایالات متحده آمریکا است که در شهرستان هامبولت، کالیفرنیا واقع شده‌است. ایندیانولا ۳٫۶۶۸ کیلومتر مربع مساحت و ۸۲۳ نفر جمعیت دارد و ۱۴ متر بالاتر از سطح دریا واقع شده‌است.